# 철원군

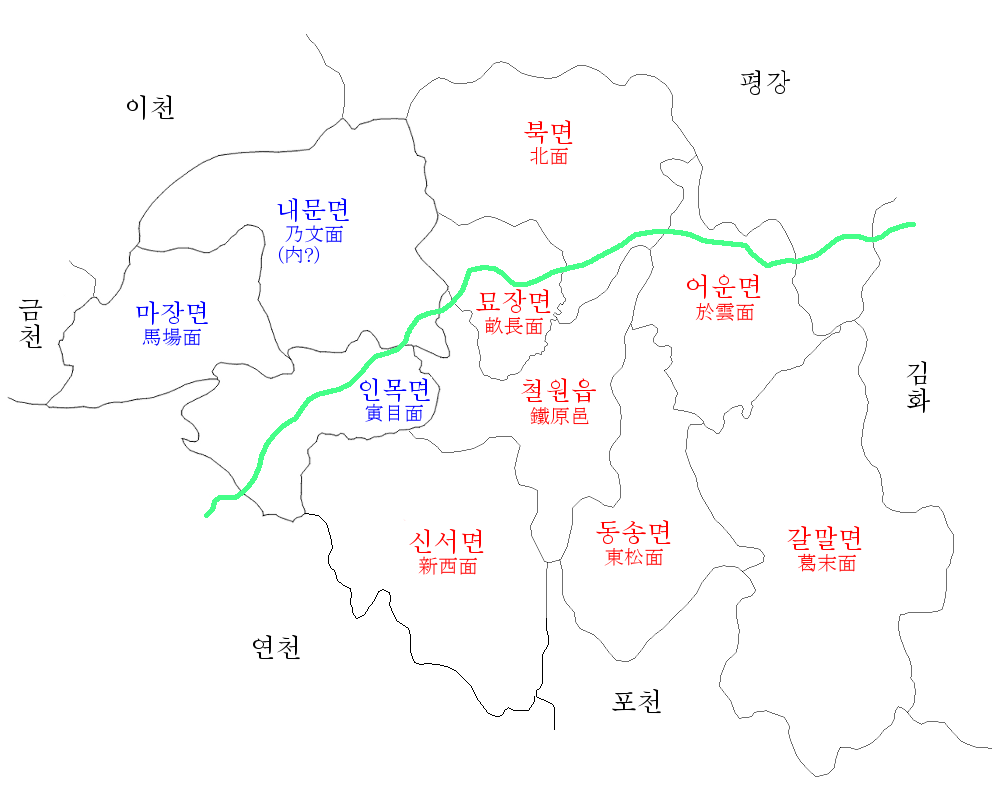
1932년~1945년의 철원군. 녹색선이 군사분계선이고 청색으로 표시된 3개면은 삭녕군에서 편입된 지역이다.

철원군(鐵原郡)은 강원도 북서부에 위치한 군이다. 한반도의 중앙부에 위치해 예부터 중시되었던 곳으로 궁예가 세운 태봉이 한때 수도로 삼았던 곳이다. 조선시대에는 강원도 서북부를 아우르는 중심지로 발전하였으며, 일제강점기에는 철도(경원선)와 도로가 교차하는 교통의 요지로 성장하였다.
철원군 전 지역이 38선 이북에 위치하여 광복 직후(1945년 9월 2일) 소련군정의 관할 아래 들어갔고, 한국 전쟁 중에는 철의 삼각지대의 격전지여서 이 지역을 가로질러 군사분계선이 설정되어 군역(郡域)이 남북으로 분단되었다. 현재 철원군은 대한민국과 조선민주주의인민공화국 양쪽 모두 설치하고 있는 행정구역이다.

## 분단 이후
철원군도 고성군과 마찬가지로 남북으로 분단 된 군이다.그중에서도 분단되어있는 읍이나 면을 예시로 들자면 철원군에서는 김화읍이 대표적이다. 기존의 김화읍은 일부가 북한의 강원도(북측) 김화군이 되었다.

## 역사
| Daedongyeojido (Gyujanggak) 11-03.jpg |
| Daedongyeojido (Gyujanggak) 12-03.jpg |

- 고구려: 철원(鐵圓) 또는 모을동비(毛乙冬非)라 하였다. 삭녕군의 일부 지역이었던 묘장면(대마리 일부 지역)까지 포함하면 소읍두현도 포함된다.
- 신라 경덕왕: 철성(鐵城)으로 개칭했다.
- 후삼국 시대: 궁예가 세운 태봉이 한때 수도로 삼았다.
- 1434년(조선 세종 16년): 경기도에서 강원도로 이관되었다.
- 1895년 음력 윤5월 1일: 춘천부 철원군으로 개편되었다.[1]
- 1896년 8월 4일: 강원도 철원군으로 개편되었다.[2]
- 1906년 : 관인면이 경기도 연천군에 편입되었다.
- 1914년 4월 1일: 철원군에 경기도 삭녕군 내문면 · 인목면 · 마장면이 편입되었다.[3]
- 1917년 : 서변면이 철원면으로, 어운동면이 어운면으로 각각 개칭되었다.
- 1931년 4월 1일: 철원면이 철원읍으로 승격하였다.
- 1945년 9월 2일: 미국과 소련이 38선을 경계로 한반도를 분할 점령함으로써 철원군 전 지역이 소련군정 관할 아래 들아갔다.
- 1945년 9월 : 철원읍이 소비에트 민정청의 강원도 인민위원회 소재지가 되어 철원시로 승격하였다.
- 1946년 9월 5일: 함경남도 원산시, 안변군, 문천군이 북강원도에 편입되면서 강원도 인민위원회가 원산시로 이전하고, 철원읍이 군에 환원되었다.[4]
- 1953년 7월 27일: 한국 전쟁의 결과, 철원읍, 갈말면, 동송면, 신서면, 묘장면, 어운면과 인목면 남반부, 북면 유정리·홍원리, 내문면 독검리를 대한민국이 수복하였다.

## 일제 강점기의 행정 구역
1914년의 행정구역과 현재의 행정구역 비교
| 1914년              | 1914년 | 현재          | 현재                                                                     |
| 면                  | 리 | 읍·면         | 리                                                                       |
| ------------------- | --- | ------------- | ------------------------------------------------------------------------ |
| 어운동면 (於雲洞面) | 강산리 일부, 중강리 일부                                                                                     | 철원군        | 강산리, 중강리                                                           |
| 어운동면 (於雲洞面) | 이길리, 양지리, 하갈리, 강산리 일부, 중강리 일부                                                             | 철원군 동송읍 | 이길리, 양지리, 하갈리, 강산리, 중강리                                   |
| 동송면 (東松面)     | 관우리, 대위리, 오덕리, 장흥리, 이평리, 오지리, 상노리                                                       | 철원군 동송읍 | 관우리, 대위리, 오덕리, 장흥리, 이평리, 오지리, 상노리                   |
| 갈말면 (葛末面)     | 상사리, 동막리, 내대리, 토성리 일부, 토성리 일부, 문혜리, 군탄리 일부, 군탄리 일부, 지포리 일부, 지포리 일부 | 철원군 갈말읍 | 상사리, 동막리, 내대리, 토성리, 문혜리, 군탄리, 신철원리, 지포리, 강포리 |
| 북면 (北面)         | 홍원리 일부, 유정리 일부                                                                                     | 철원군 철원읍 | 홍원리, 유정리                                                           |
| 북면 (北面)         | 보막리, 룡학리, 외학리, 회산리, 유정리 일부, 홍원리 일부                                                     | 철원군        | 보막리, 룡학리, 외학리, 회산리, 유정리, 삼사리                           |
| 묘장면 (畝長面)     | 산명리 일부, 가단리 일부                                                                                     | 철원군        | 독검리 일부? ,삼사리 일부?                                               |
| 묘장면 (畝長面)     | 대마리, 중세리, 산명리 일부, 가단리 일부                                                                     | 철원군 철원읍 | 대마리, 중세리, 산명리, 가단리                                           |
| 서변면 (西邊面)     | 관전리, 내포리, 외촌리, 사요리, 율이리, 중리, 월하리, 화지리                                                 | 철원군 철원읍 | 관전리, 내포리, 외촌리, 사요리, 율이리, 중리, 월하리, 화지리             |
| 내문면 (乃文面)     | 독검리 일부                                                                                                  | 철원군 철원읍 | 독검리                                                                   |
| 내문면 (乃文面)     | 마방리, 내문리, 창동리, 반석리, 독검리 일부, 오동리                                                          | 철원군        | 마방리, 내문리, 오동리, 반석리, 독검리                                   |
| 마장면 (馬場面)     | 밀암리, 립석리, 왕피리, 장포리, 남원리, 대전리                                                               | 철원군        | 밀암리, 립석리, 신진리, 마장리, 남원리, 대전리                           |
| 인목면 (寅目面)     | 검사리, 신현리 일부, 승양리, 갈현리 일부, 덕산리 일부, 도밀리 일부                                           | 철원군        | 검사리, 송현리, 가승리, 갈현리, 도밀리                                   |
| 인목면 (寅目面)     | 신현리 일부, 갈현리 일부, 덕산리 대부분, 도밀리 일부                                                         | 연천군 신서면 | 신현리, 갈현리, 덕산리, 도밀리                                           |
| 신서면 (新西面)     | 답곡리, 도신리, 대광리, 내산리, 마전리                                                                       | 연천군 신서면 | 답곡리, 도신리, 대광리, 내산리, 마전리                                   |

## 대한민국의 철원군
대한민국 강원특별자치도의 행정 구역이다. 4읍 7면(그 중 1읍 7면은 김화군에서 편입)으로 구성되어 있다.
이북5도위원회에서는 어운면, 묘장면, 북면, 인목면, 내문면, 마장면의 명예면장을 임명하고 있다. 광복 당시 면적은 841km2, 군청 소재지는 철원읍 사요리였다.(현재 철원군청 소재지는 갈말읍 신철원리) 이북5도위원회에서 임명하는 6개 면이 관할하는 리(里)의 이름은 다음과 같다. (면사무소 소재지는 굵게 표기)
| 면             | 리의 수 | 리(里)                                                            | 비고                                       |
| -------------- | ------- | ----------------------------------------------------------------- | ------------------------------------------ |
| 어운면(於雲面) | 5       | 하갈(下葛) 양지(陽地) 이길(二吉) 강산(江山) 중강(中江)            | 동송읍에 편입 전 지역 수복                 |
| 묘장면(畝長面) | 4       | 중세(中細) 대마(大馬) 가단(加丹) 산명(山明)                       | 철원읍에 편입 전 지역 수복                 |
| 북면(北面)     | 6       | 회산(回山) 유정(楡井) 홍원(洪元) 외학(外鶴) 보막(洑幕) 용학(龍鶴) | 유정·홍원리 철원읍에 편입                  |
| 내문면(乃文面) | 6       | 창동(倉洞) 독검(篤儉) 오동(梧桐) 반석(班石) 내문(乃文) 마방(馬放) | 독검리 철원읍에 편입                       |
| 마장면(馬場面) | 6       | 장포(長浦) 남원(南院) 대전(大田) 왕피(往避) 입석(立石) 밀암(密巖) | 전 지역 미수복                             |
| 인목면(寅目面) | 6       | 도밀(道密) 덕산(德山) 갈현(葛峴) 신현(薪峴) 승양(承陽) 검사(檢寺) | 도밀·덕산·갈현·신현리 연천군 신서면에 편입 |

## 조선민주주의인민공화국의 철원군
조선민주주의인민공화국 강원도의 행정 구역이다. 1읍 36리로 구성되어 있다. 군의 남쪽은 군사분계선을 경계로 대한민국 강원특별자치도 철원군과 경기도 연천군에 접해 있다.

## 같이 보기
- 궁예도성

## 출신 인물
- 황을수 : 권투선수 (일제강점기)
- 이태준 : 소설가
- 김영관 : 전 해군참모총장
- 박윤배 : 배우
- 이만수 : 전 야구선수, 전 야구감독
- 이예빈 : 배우
- 홍상진 : 연출가, 배우
- 임선혜 : 성악가
- 감한솔 : 전 축구선수 , 유튜버

## 참고자료
- “철원군 - 문화와 연혁”. 철원군청. 2008년 3월 22일에 확인함.[깨진 링크(과거 내용 찾기)]